# Antonio de Viana
Antonio de Viana, San Cristóbal de La Laguna, Tenerife, 1578 - 1650?, fou un historiador, metge i poeta canari.

## Biografia
Va estudiar a Sevilla la Llicenciatura de Medicina, que va acabar el 1606. És possiblement en aquesta ciutat on va conèixer Lope de Vega.
Des del 1607 va prestar els seus serveis al Cabildo de Tenerife per portar a terme l'atenció dels malalts de l'hospital. També a Sevilla va ocupar la plaça de metge cirurgià de l'Hospital del Cardenal. El 1630, davant el notable augment de la seva fama, els seus contemporanis de Tenerife van aconseguir de convèncer-lo i portar-lo novament a l'illa, amb el seu antic càrrec esplèndidament remunerat. El 1633 es va traslladar a Las Palmas, on va exercir gran part de la seva professió. Va ser metge del bisbe Murgas, elevant encara més la seva reputació entre membres de tribunals i altes personalitats que en aquell temps residien a la ciutat grancanaria.

## Obres
- Antigüedades de las Islas Afortunadas(1604), poesia de gran valor que aporta una important informació sobre la costums i etnografia illenques.
- Conquista de Tenerife.
- Aparecimiento de la imagen de la Candelaria.
- Discurso en la herida que sufrió Juan Bautista Silman (1637).